# Flughafen Lannion-Côte de Granit

i7
i11
i13
Der Flughafen Lannion-Côte de Granit (IATA-Code: LAI, ICAO-Code: LFRO), auch bekannt als Flughafen Lannion-Servel, liegt in der Gemeinde Lannion im Stadtteil Servel im französischen Département Côtes-d’Armor, Bretagne. Der Flughafen hat von 6 bis 22 Uhr geöffnet. Er ist mit seinem 1000 m² großen Terminal für eine Passagierkapazität von 70.000 ausgelegt. Am Flughafen stehen für die Weiterreise Taxis bereit. Auch Leihwagenunternehmen sind am Flughafen ansässig.

## Geschichte
Der Flugplatz war während des Zweiten Weltkriegs ein Stützpunkt der deutschen Luftwaffe. Erster Nutzer waren zwischen Juli und Dezember 1940 die Ju 87B/R der II. Gruppe des Sturzkampfgeschwaders 2 (II./SG 2).
Daneben war von Anfang August 1940 bis Dezember 1941 die Küstenfliegergruppe 606, anfangs ausgerüstet mit der die Do 17Z und später mit der Ju 88A, hier stationiert. Sie war dem Fliegerführer Atlantik unterstellt.
Ab November 1941 kam die 3. Staffel der Aufklärungsgruppe 123 (3.(F)/123), die hauptsächlich ebenfalls Ju 88 nutzte, hinzu, sie lag hier bis August 1942.

## Technik am Flughafen
Es ist ein ILS Cat I sowie PAPI vorhanden. Am Flughafen kann Jet A1 AVGAS getankt werden.

## Zwischenfälle
Von 1971 bis Januar 2025 kam es am Flughafen Lannion-Servel und in seiner näheren Umgebung zu einem Totalschaden von Flugzeugen. Dabei kamen zwei Menschen ums Leben.
- Am 5. Dezember 1971 kollidierte eine Nord 262A-25 der Rousseau Aviation (Luftfahrzeugkennzeichen F-BNMO) während des Anflugs am Flughafen Lannion mit einer Pinie. Dabei brach ein 1,90 Meter langes Stück einer Tragfläche ab. Nach 1800 Meter Flug stürzte die Maschine, die sich auf einem Überführungsflug befand, etwa zwei Kilometer westlich des Flughafens ab. Zwei der drei Insassen kamen ums Leben.[2][3]